# Żerniki (Września)
Pour les articles homonymes, voir Żerniki.
Żerniki (prononciation : [ʐɛrˈniki], en allemand : Tigertal) est un village polonais de la gmina de Września dans le powiat de Września de la voïvodie de Grande-Pologne dans le centre-ouest de la Pologne.
Il se situe à environ 5 kilomètres à l'ouest de Września (siège de la gmina et du powiat) et à 40 kilomètres à l'est de Poznań (capitale régionale).

## Histoire
De 1975 à 1998, le village faisait partie du territoire de la voïvodie de Poznań.

Depuis 1999, Żerniki est situé dans la voïvodie de Grande-Pologne.